# Cophinopoda garnotii
Cophinopoda garnotii är en tvåvingeart som först beskrevs av Guérin-Méneville 1831.  Cophinopoda garnotii ingår i släktet Cophinopoda och familjen rovflugor. Inga underarter finns listade i Catalogue of Life.